# Друштвени односи
Друштвени односи су повезаност међу људима и комуникација заснована на њиховом положају и улози у друштву или некој ужој друштвеној групи. Присни друштвени односи се развијају у примарним групама (породица, пријатељска група итд.), док су лабавији и безличнији односи карактеристични за многе секундарне групе.